# Dupuy de Lôme (A759)
Дюпюї де Лом (фр. Dupuy de Lôme (A759)) — корабель Військово-морських сил Франції.
Названий на честь інженера 19-го століття Анрі Дюпюї де Лом. Корабель призначений для  збору сигналів і повідомлень за лінією фронту. Він вступив на службу до ВМС Франції у квітні 2006 року. На відміну від Бугенвіля, корабля, якого він замінив, Дюпюї де Лом був спеціально розроблений для морської розвідки, відповідно до проекту MINREM (Moyen Interarmées Naval de recherche ElectroMagnétique, «Joint Naval Resources for Electromagnetic Research» або українською «спільні військово-морські ресурси для електромагнітних досліджень»).

## Дизайн
Дюпюї де Лом був розроблений Thales Group (Франція) за цивільними стандартами. Він забезпечує 350-денну готовність до роботи в рік, з яких 240 можуть бути витрачені на море. Корабель управляється двома екіпажами військово-морського флоту, кожен з яких складається з 33 моряків і 33 техніків і додатковим комплектом до 38 фахівців, в залежності від місії. Спеціалізований персонал працює в Управлінні військової розвідки. 

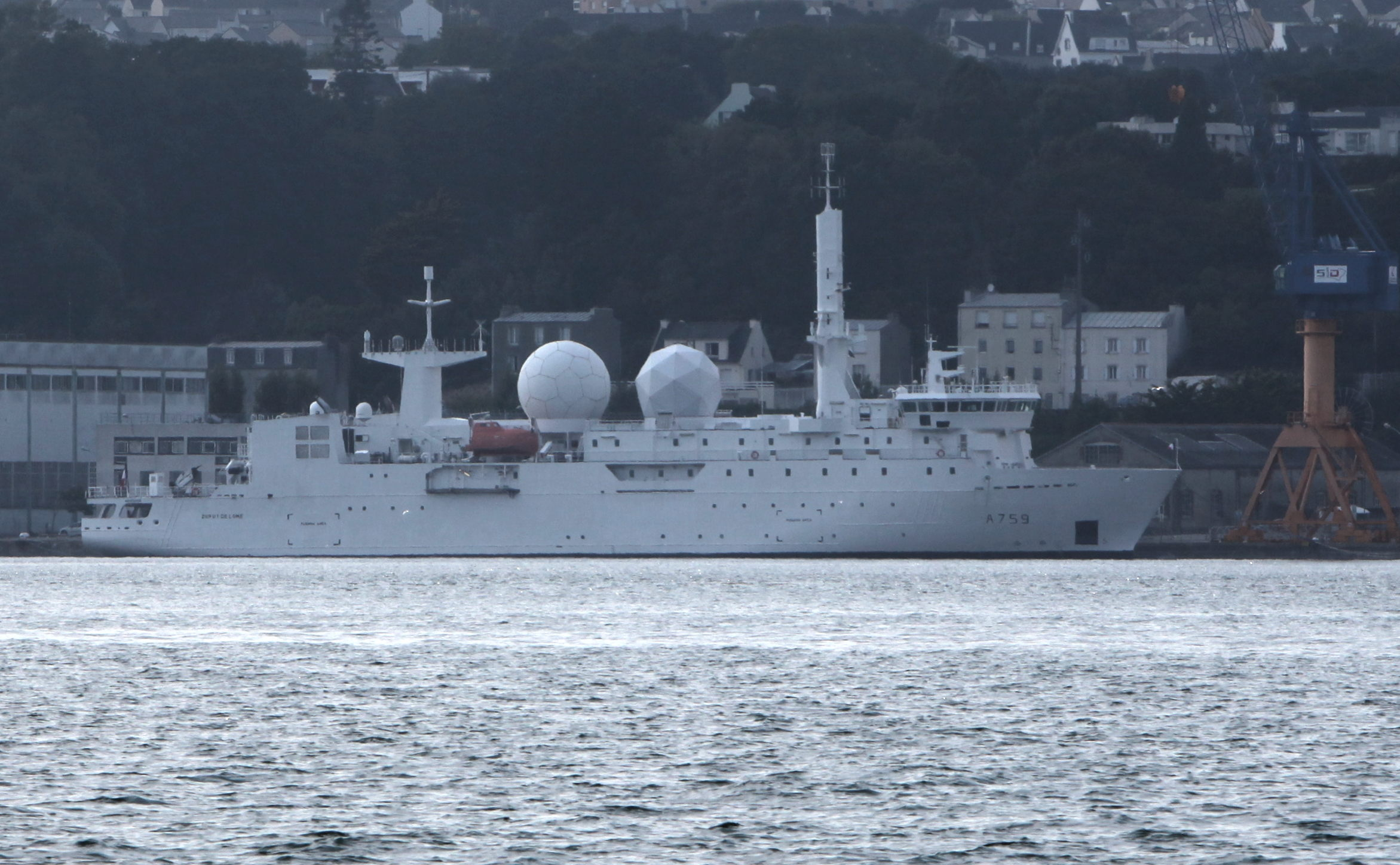
Дюпюї де Ломе пришвартувався в Брестській гавані у 2011 році

## Дюпюї де Лом в Чорному морі
10 квітня 2014 року корабель увійшов до Чорного моря. Це відбулося через годину після входу Чорного моря іншого корабля — американського есмінця Donald Cook. 14 квітня до розвідника мав приєднатися французький фрегат Dupleix.